# Snežna sova
Snežna sova (znanstveno ime Nyctea scandiaca) je velika sova iz družine pravih sov. Donedavna so jo imeli za edino vrsto v svojem rodu, Nyctea scandiaca, podatki zaporedja mtDNA citokroma b (Olsen et al. 2002) pa kažejo na tesno sorodnost z uharicami v rodu Bubo.
Snežne sove prezimujejo na jugu Kanade in na skrajnem severu Evrazije, v zadnjih letih pa tudi bolj južno. O njih so poročali celo iz tako južnih krajev, kot so Teksas, Georgia, ameriške zalivske države, južna Rusija, severna Ljudska republika Kitajska in celo Karibi.